# Arlene Martel

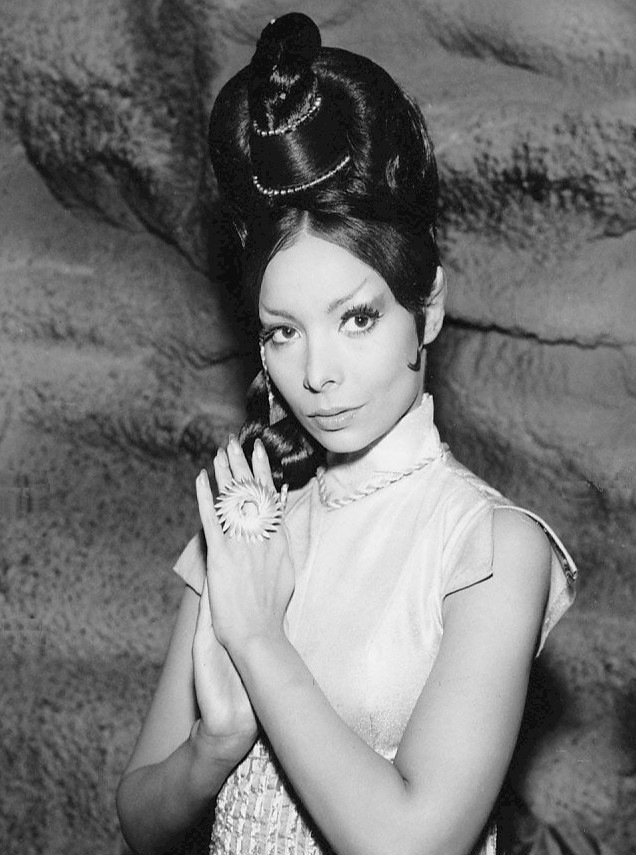
Martel como T'Pring del episodio de Star Trek "Amok Time" (1967)

Arlene Martel (nacida Arline Greta Sax; El Bronx, 14 de abril de 1936 - Santa Mónica, 12 de agosto de 2014) fue una actriz estadounidense. Antes de 1964, frecuentemente se la anunciaba como Arline Sax o Arlene Sax. Los directores de casting, entre otras personas de Hollywood, llamaban a Martel el Camaleón porque su apariencia y su dominio de los acentos y dialectos le permitían interpretar personajes de una amplia gama de razas y etnias.

## Primeros años
Martel nació como Arline Sax en el Bronx y asistió a la Performing Arts High School en Nueva York.

## Carrera
Martel fue anunciada como "Arline Sax" durante los primeros años de su carrera televisiva.[cita requerida]
Dos de sus primeras apariciones fueron en la serie de televisión The Twilight Zone. El primero fue el episodio "What You Need" como mujer en el bar. El segundo fue el episodio "Twenty Two", como una enfermera que pronuncia repetidamente la siniestra frase "¡Hay lugar para uno más, cariño!" en la entrada de la morgue de un hospital y en la puerta de un avión condenado.
Martel apareció en un episodio de 1960 de The Rebel, "The Hunted", en el que tuvo una escena con Leonard Nimoy. También apareció en dos episodios de 1961 de Ruta 66: "Legacy for Lucia", en el que tuvo el papel principal de una niña siciliana que hereda la propiedad de un soldado estadounidense, y "The Newborn", en el que interpretó a una madre que muere en el parto. Apareció en un episodio de la serie de televisión Hong Kong en 1961, junto a Rod Taylor.
En 1962, hizo la primera de dos apariciones en Perry Mason, como Fiona Cregan en "The Case of the Absenta Artist". En 1966 apareció como estrella invitada como Sandra Dunkel en "The Case of the Dead Ringer", en la que, además de su papel como Mason, Raymond Burr interpretó al asesino Grimes.
Otros papeles incluyen la princesa Sarafina en el episodio de Have Gun – Will Travel "The Princess and the Gunfighter" (1961); una cosmonauta en el episodio 13 de I Dream of Jeannie, "Russian Roulette" (1965); una inmigrante húngara en el episodio de The Fugitive "The Blessings of Liberty" (1966); el contacto de la Resistencia francesa Tiger en cinco episodios de Hogan's Heroes (1965-71); y la malvada bruja Malvina en el episodio de Bewitched "Cómo no perder la cabeza ante el rey Enrique VIII (Parte 1)" (1971).
Los papeles de ciencia ficción de Martel incluyen el episodio de The Outer Limits "Demon with a Glass Hand" (1964) y el episodio de Star Trek "Amok Time" (1967) como la intrigante y engañosa, pero extremadamente lógica, T'Pring, quien está comprometida con el Sr. Spock (por lo tanto, nuevamente elegida con Leonard Nimoy) y se espera que se convierta en su consorte. En 1973, Arlene interpretó a una actriz de cine convertida en princesa en el tercer episodio de Banacek titulado "La piratería de tres millones de dólares".
En Columbo, Martel interpretó a Gloria West, la "novia fingida" de la víctima de asesinato Tony Goodland (Bradford Dillman), en la temporada 2, episodio 2, "The Greenhouse Jungle" (1972), y a la vendedora en el episodio "A Friend in Deed" (1974).
En 1974, fue anunciada como "Tasha Martelle" para el papel pppde la secretaria Marty Bach en el episodio "Trouble in Chapter 17" de The Rockford Files. Apareció como el personaje principal en el episodio "The Squaw" de Gunsmoke (1975).
Otros programas en los que apareció Martel incluyen The Restless Gun (episodio "A Bell for Santo Domingo", The Man from UNCLE, The Untouchables, Mission: Impossible, Here Come the Brides, The Wild Wild West, Battlestar Galactica, The Monkees, Mannix, The Rookies y The Six Million Dollar Man. En la cuarta temporada de "Misión: Imposible" se reunió con Leonard Nimoy en el episodio "Terror", donde interpretó a la despiadada esposa de un terrorista encarcelado.
Martel también apareció en largometrajes, incluyendo La jaula de cristal (1964), en el papel protagónico. En Ángeles del infierno (1968), interpretó a la dueña de un bar go-go frecuentado por miembros de una banda de motociclistas. Recibió el primer lugar en la cartelera como comandante a cargo de un equipo de carretera ruso en Dracula's Dog (1978), aunque fue solo un pequeño papel, que duró menos de cinco minutos.
Los papeles posteriores incluyeron una sacerdotisa vulcana en el fan film de Star Trek "De Dioses y Hombres" en una escena con su pretendiente de "Amok Time", Lawrence Montaigne, repitiendo su papel de Stonn, y como una de los narradores del documental de 2015 Unity, que se estrenó un año después de su muerte.

## Vida personal y muerte
Martel fue una asistente habitual a las convenciones de Star Trek en todo el mundo desde 1972 hasta 2014. Su última aparición en una convención fue en TrekTrax Atlanta en Atlanta, Georgia, del 25 al 27 de abril de 2014, cuatro meses antes de su muerte.
Martel luchó contra el cáncer de mama durante los últimos cinco años de su vida. El 12 de agosto de 2014, murió por complicaciones de un ataque cardíaco en un hospital de Santa Mónica, California. Tenía 78 años.

## Televisión
| Año  | Título              | Papel          | Notas                                                       |
| ---- | ------------------- | -------------- | ----------------------------------------------------------- |
| 1959 | The Twilight Zone   | Dama en un bar | Temporada 1 Episodio 13: "What You Need"                    |
| 1961 | The Twilight Zone   | Enfermera      | Temporada 2 Episodio 17: "Twenty-Two"                       |
| 1964 | The Outer Limits    | Consuelo Biros | Temporada 2 Episodio 5: "Demon with a Glass Hand"           |
| 1965 | Los héroes de Hogan | Tigre          | Temporada 1 Episodio 2: "Hold That Tiger"                   |
| 1966 | The Monkees         | Señora         | Temporada 1 Episodio 5: "The Spy Who Came in from the Cool" |
| 1967 | Star Trek           | T'Pring        | Temporada 2 Episodio 1: "La época de Amok"                  |
| 1968 | The Monkees         | Lorelei        | Temporada 2 Episodio 16: "Cuento de hadas"                  |
| 1968 | Los monos           | Lorelei        | Temporada 2 Episodio 18: "Monstrous Monkee Mash"            |